# 斉橋橋
斉 橋橋（せい きょうきょう、1949年3月1日 - ）は、中華人民共和国の実業家。
父は元国務院副総理の習仲勲、弟は中国共産党中央委員会総書記の習近平。

## 人物
陝西省富平県出身。

## 略歴
- 北京中民信房地産開発有限公司 - 董事長（会長）
- 北京秦川大地文化传播有限公司 - 負責人

## 家族
- 父 習仲勲 - 元国務院副総理
  - 妹 斉安安 - 哈德森清潔能源投資基金(Hudson Clean Energy) 中国支社副代表
  - 弟 習近平 - 中国共産党中央委員会総書記
  - 弟 習遠平 - 国際節能環保（省エネ環境保護）協会の会長
- 夫 鄧家貴 - 北京中民信房地産開発有限公司の総経理（社長）